# Aquiloniella scabra
Aquiloniella scabra is een mosdiertjessoort uit de familie van de Candidae. De wetenschappelijke naam van de soort is, als Cellarina scabra, voor het eerst geldig gepubliceerd in 1848 door van Pierre Joseph Van Beneden.